# Homoródkarácsonyfalva gyógyforrásai
A Kis-Homoród mentén, Homoródkarácsonyfalva területén kiváló gyógyhatású, langyos sós vizek törnek fel.  Itt alakult ki a környéken nagy népszerűségnek örvendő Dungófürdő.

## Története
A Kis-Homoród völgyének ásványvizei és langyos sós forrásai már régen ismertek voltak és nagy népszerűségnek örvendtek a környéken élők körében.  A Szentkereszbánya területén hajdan két híres fürdő létesült, Lobogófürdő és a Székelyfüredként is ismert Dobogófürdő. A lövétei, homoródalmási és homoródkarácsonyfalvi sós forrásokat használták a háztartásban – szalonna, sonka, telemea tartósítására és a főzéshez  egyaránt. De ezek a források különféle betegségek, úgymint emésztési zavarok, mozgásszervi betegségek, nőgyógyászati panaszok kezelésére is kiválóan alkalmasak voltak. 
Homoródkarácsonyfalván három forrás ismert, a Galambforrás, Sósforrás és Dungófürdő forrásai. 
A településtől délkeletre, a Sós- és a Csűz-patak között emelkedik a Dungó-hegy, mely Bányai János szerint egy „hatalmas iszapvulkán évezredes eredménye”. A hegy délkeleti lejtőjén „a gyeptőzegből kibugyogó fekete színezetű gyógyforrást, amely az esős időt megzavarodásával jelöli s így a lakósságnak időjelzőül szolgál” Orbán Balázs említi először. Valószínűleg már a 19. század közepétől működött itt egy kezdetleges fürdő, melyet később az 1900-as évek elején kezdtek el fejleszteni. A helyiek által kedvelt fürdő az 1977-es földrengés következtében maradandó károkat szenvedett, hosszú ideig feledésbe merült.  Helyi kezdeményezésre a település 2006-2007-ben kapcsolódott a Székelyföldi Fürdőépítő Kalákához, melynek következtében újjáéledt Dungófürdő. Sajnos a fából készített, környezetbarát építmény mára már tönkrement, felújításra szorul. 
Homoródkarácsonyfalva területén, helyi lakósok 2011-ben „Bázis” néven egy 50X8 méteres természetes és egy 10X4 méteres deszkával bélelt úszómedencét létesítettek, melyet a nagy hozamú sós forrás vize táplál.

## Jellegzetessége
A homoródkarácsonyfalvi források nátrium-klorid típusúak.

## Gyógyhatása
A homoródkarácsonyi sósforrások vizét külsőleg mozgásszervi, nőgyógyászati panaszok kezelésére, belsőleg emésztőszervi betegségek kezelésére ajánlják.